# Jeskyně

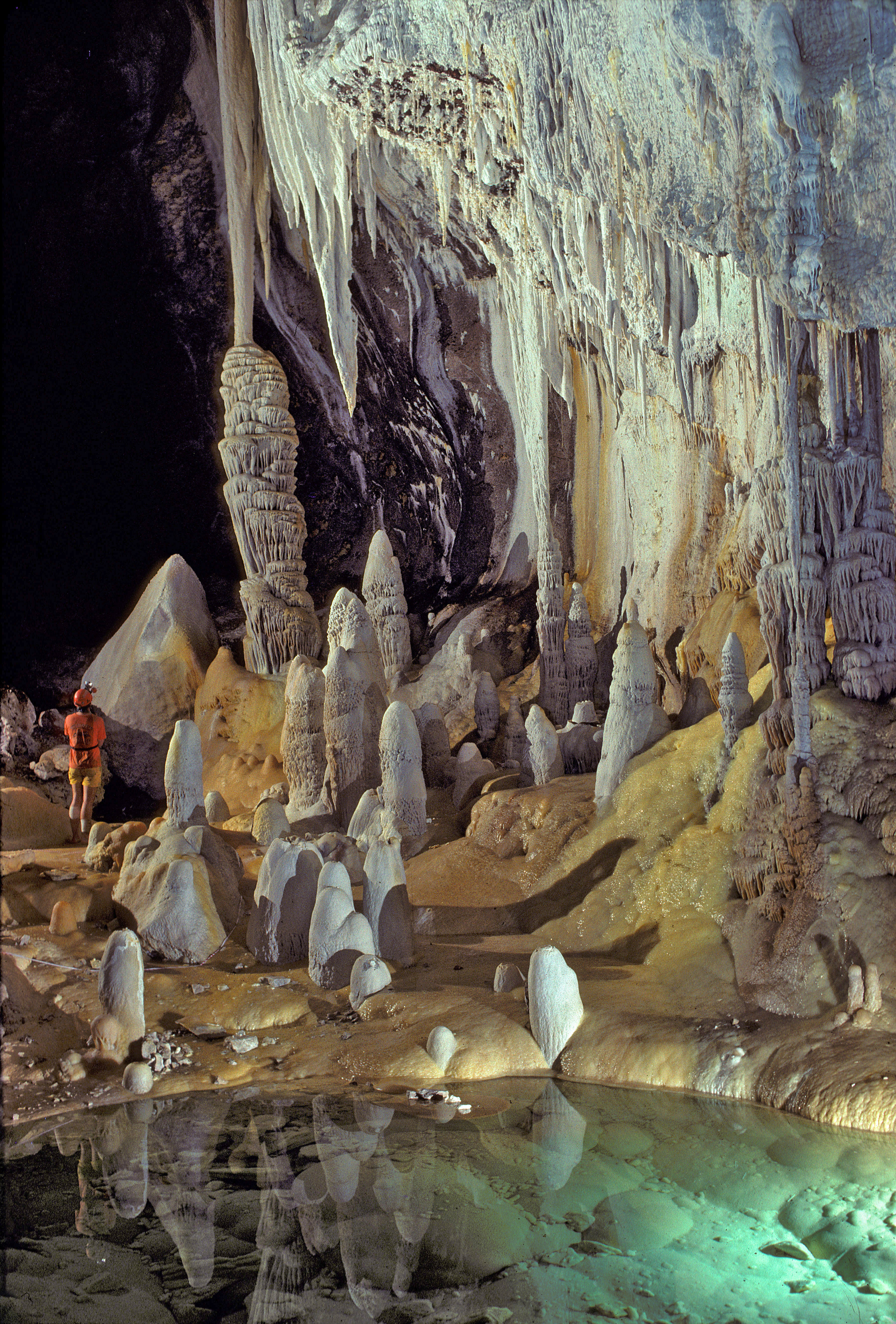
Lechuguilla Cave, New Mexico

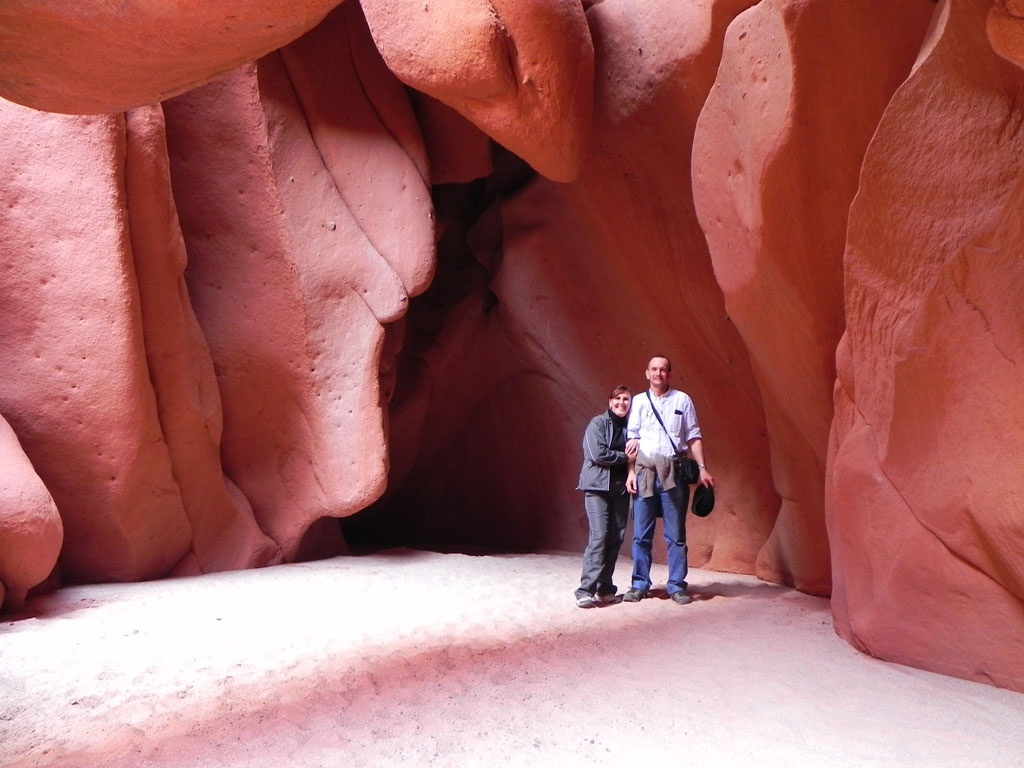
Acsibi Cave

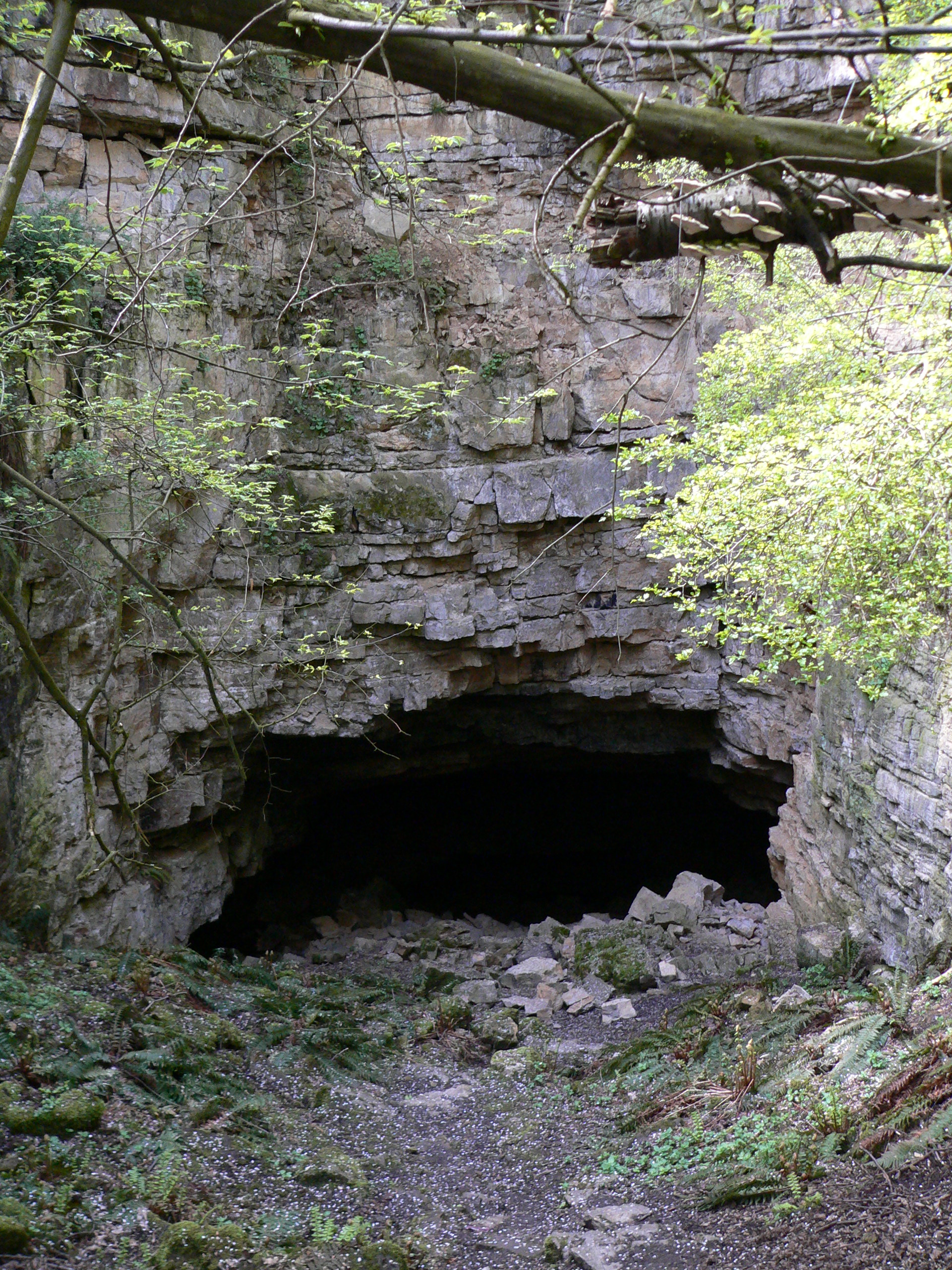
Vstup do jeskyně v Německu

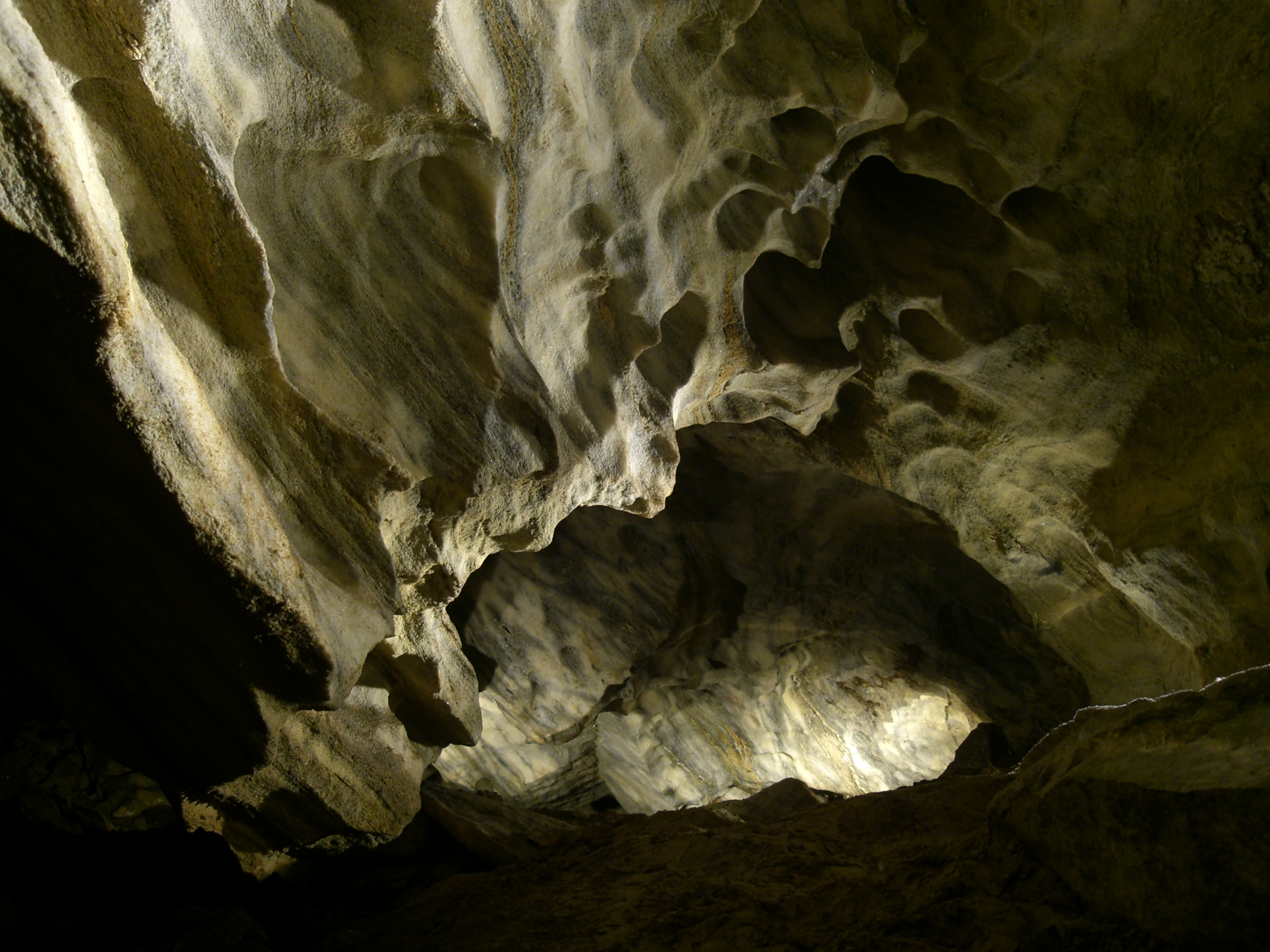
Vnitřek Chýnovské jeskyně v mramorovém prostředí

Jeskyně je podzemní dutina vytvořená přirozenou cestou. Vzniká většinou vymíláním nebo vymýváním horniny, obvykle vápence, podzemními prameny. Existují ale také jeskyně v jiných horninách vzniklé jinými způsoby. Průzkumem a mapováním jeskyň se zabývá speleologie.
Jeskyně jsou ve většině případů vyzdobeny následným srážením vápence z vody, kdy vznikají sekundární krasové jevy jako například krápníky, závoje atd. Běžné jsou také pseudokrasové jeskyně.

## Typy jeskyní
- Ledové jeskyně – jsou jeskyně, ve kterých je výzdoba tvořena zmrzlým ledem. Klasické krápníky jsou vlivem panujících nízkých teplot potlačeny a jsou nahrazeny ledovými krápníky a ledovými plochami.
- Podmořské jeskyně – jsou jeskyně, které vznikají chemickým rozpouštěním slané vody. Jeskyně jsou většinou zcela zaplaveny a tak u nich nedochází k tvorbě sekundárních útvarů.
- Podzemní jeskyně – jsou krasové jeskyně s typickou krasovou výzdobou značného rozsahu. Vznikají převážně ve vápencových oblastech, ale také v solném krasu, dolomitech atd.
- Kaverny
- Pseudokrasové jeskyně – vznikají v nekrasových horninách (např. pískovec) tektonickou nebo mechanickou činností.

## Vznik jeskyně
Jeskyně zpravidla vzniká v krasových oblastech, kde dochází k chemické reakci vody s horninou, která má rozpouštěcí schopností. Voda, která se dostává na zem většinou v podobě srážek, se začíná vsakovat do podloží. Vzhledem k tomu, že skalní bloky nejsou jednolité, ale jsou protkány prasklinami či puklinami, dochází k vsaku vody po těchto přirozených drahách. Voda rozpouští okolní horninu, čímž dochází ke zvětšování těchto prasklinek na pukliny. V delším časovém horizontu dochází ke vzniku mohutných podzemních prostor – jeskyní.
Vlivem narušení podloží vlivem jeskyně se stává, že se může zřítit část jeskynního stropu, čímž vznikne propast, která se stane přirozeným vstupem do jeskyně. Jeskyně se často vzájemně propojují – vznikají jeskynní komplexy.
Pro existenci jeskyní je důležitá hladina podzemní vody, jelikož její kolísání může mít za následek vznik pater v jeskynním komplexu. Dříve byla hladina podzemní vody například výše a tak docházelo k rozpouštění skály v určité výšce, poté, co klesla hladina podzemní vody dochází k rozpouštění o několik metrů níže, což má za následek vznik dalšího patra. Tento jev se může několikrát opakovat a tak se lze setkat s vícepatrovými jeskyněmi.

## Krasová krajina
Vápencová krajina s jeskynním systémem se nazývá kras, podle pohoří Kras v bývalé severní Jugoslávii. Kras je charakteristický nedostatkem povrchových vodních toků, přítomností závrtů, obřích hrnců, suchých údolí (řeka, která jimi protékala, teče nyní v podzemí), vyvěraček a holých kamenných polí. Vápencová pole jsou členěna na jednotlivé plochy zvané škrapy asi 50 cm širokými rýhami. Vznikly rozleptáním puklin, často s následným ohlazením činností ledu.V krasu se mohou vyskytovat četné doliny (trychtýřovité vpadliny v průsečících puklin) a polje (uzavřená údolí odvodněná do jeskyní). Tropický kras je typický věžemi a kužely, které vymodelovala intenzívní erozní činnost. Vlivem vnějších geologických činitelů vznikly jednotlivé hornaté útvary, kuželovité a věžovité hory, které jsou odděleny kokpity (sedly).

## Stalaktity a stalagmity
Stalaktity a stalagmity (společně označované jako speleolity) vznikají vysrážením uhličitanu vápenatého z vody bohaté na hydrogenuhličitan vápenatý, která prosakuje stropní částí jeskyně. Stalaktity vyrůstají na stropě jako stébelnaté trubičky (brčka), jejichž vnitřkem stéká voda. Jak uvnitř brčka narůstají jednotlivé krystaly, stalaktit sílí. Stalagmity vyrůstají v místě, kde kapky vody odkapávající ze stalaktitů dopadají na zem.
Jestliže kapky jeskynní vody dopadají do malých bazénků obsahujících na dně zrnka hrubého písku, mohou se jednotlivá zrníčka obalit vápencovými vrstvami a vytvořit jeskynní perly. Jiné formy speleolitů představují stalaktitové záclony rostoucí podél okrajů skalních stěn. V místech, kde se stalaktity spojují se stalagmity, vznikají sloupy (stalagnáty); zčeřené povlaky uhličitanu vápenatého (sintru) vytvářejí na stěnách kamenné vodopády. Heliktity jsou stalaktity skládající se ze shluků nepravidelně se větvících prstovitých bočních výrůstků. Jejich růst je podporován kapilárním vzlínáním vody uzoučkými trubičkami. Mnoho speleolitů obsahuje malé množství uranu a měřením jeho radioaktivního rozpadu můžeme získat údaj o stáří jeskynního útvaru. Je to jedna z mála možností, jak datovat věk jeskynních formací, protože růstové rychlosti stalaktitů jsou mnohem proměnlivější, než se dříve předpokládalo.

## Nevápencové jeskyně
Z jeskyní vzniklých v horninách jiných než vápencových lze uvést zejména mořské jeskyně, které vznikly odnosem málo odolných částí mořských útesů. Lávové jeskyně se vyskytují v mnoha vulkanických oblastech, např. na Islandu, Havaji, v Keni a v Austrálii. Uvnitř lávových proudů vznikají obvykle tunely, kterými odtekl roztavený materiál zpod již utuhlé povrchové krusty. V některých oblastech budovaných tvrdými horninami se vyskytují puklinové jeskyně, a to v místech, kde byly zlomové plochy rozšířeny erozí nebo mechanickým oddálením jednotlivých segmentů (např. tektonicky).
Ledové jeskyně mohou být dvojího typu. První je tzv. englaciální (ledovcový) tunel, kterým protékají podledovcové potoky odtávající vody. Ačkoliv jsou tyto tunely v ledu, mají mnoho znaků společných s vápencovými dutinami. Může však v nich docházet k velmi rychlým změnám následkem pohybů ledovce. Druhým typem jsou jeskyně ve vysokých horských oblastech, v nichž teplota vzduchu jen výjimečně stoupne nad bod mrazu. Voda prosakující během léta z povrchu a stékající po stěnách jeskyně tvoří rampouchy, často značně veliké, nebo se připojuje k podzemním ledovým masám.

## Život
Přestože v jeskyních panuje po celý rok tma a průměrné teploty se většinou celoročně pohybují kolem 10 °C (výjimečně v ledových jeskyních nepřekročí 0 °C), tak existují formy života, které se na takové prostředí adaptovaly. Nejznámější z nich jsou netopýři, kteří jeskyně využívají hlavně k přezimování. Dále jsou to různé druhy ryb a obojživelníků z nichž nejznámější jsou macarát jeskynní a mločík studňový či různé druhy jeskynních raků jako např. Niphargus tatrensis[zdroj?] nebo Orconectes australis. Hojní jsou i zástupci z hmyzí říše kteří jsou zastoupeni zejména různými pavoukovci nebo jeskynními brouky (např. Leptodirus hochenwartii). Z rostlin se v jeskyních vyskytují převážně různé druhy jednoduchých mechů a lišejníků. Kromě nich se zde vyskytují jednobuněčné organismy jako bakterie nebo sinice.
Živočichové přizpůsobení pro život v jeskyních se nazývají troglobyti. Po delším pobytu v podzemí většina z nich ztratila oči i zbarvení. V některých uzavřených jeskynních komplexech se vyvinuly rozdílné atmosférické podmínky, na které se zde žijící organismy adaptovaly a nyní jsou na nich existenčně závislé. Takovým příkladem je např. rumunská jeskyně Movile, která byla miliony let odříznuta od zemského povrchu a během této doby se v ní vyvinul ekosystém s desítkou druhů živočichů, které jsou plně přizpůsobeny životu v podzemí.
Jeskyně se staly prvními stálými příbytky lidí v dávných dobách, kteří v nich hledali útočiště před okolním světem. Byly taky místem, kde se rozvíjela umělecká tvorba. Do dnešních dnů se nám zachovaly vyobrazená zvířata a denní činnosti na nástěnných malbách. Lidé zde používali popel i ke spaní, aby zabránili výskytu hmyzu.

## Známé jeskyně

### Významné jeskyně v Česku
- Amatérská jeskyně (Nová Amatérská jeskyně, Jeskyně 13C, Nová Rasovna, Piková dáma, Punkevní jeskyně, Sloupsko-šošůvské jeskyně, Spirálka, Stará Amatérská jeskyně a Výtok Punkvy, spolu s propastí Macochou) 35 000 m
- Býčí skála – Rudické propadání 13 000 m
- Javoříčské jeskyně 4000 m
- Výpustek 2000 m
- Na Turoldu – Liščí díra 2000 m
- Koněpruské jeskyně 2000 m
- Jeskyně Ementál 1884 m
- Ochozská jeskyně 1750 m
- Chýnovská jeskyně 1400 m
- Arnoldka 1360 m
- Jeskyně Na Pomezí 1320 m
- Mladečské jeskyně 1250 m
- Srbská jeskyně – Netopýří jeskyně 1230 m
- Zbrašovské aragonitové jeskyně 1210 m
- Balcarka 1150 m
- Teplická jeskyně 1065 m
- Bozkovské dolomitové jeskyně 1060 m
- Kajetánův závrt 1000 m
- Kateřinská jeskyně 950 m
- Barová jeskyně 900 m
- Králova jeskyně 800 m
- Novoroční jeskyně 800 m

### Významné jeskyně na Slovensku
Nejdelší jeskyně na Slovensku
- Demänovský jaskynný systém 35 km
- Stratenská jaskyňa – Psie diery 22 km
- Jaskyňa Mŕtvych netopierov 19 km
- Jaskyňa zlomísk 10 km
- Ochtínská argonitová jaskyňa

### Významné jeskyně na světě
Nejdelší jeskyně na světě:
- Mammoth Cave System, USA: 590 km
- Optimističeskaja, Ukrajina: 214 km
- Jewel Cave, USA: 207 km
- Hölloch, Švýcarsko: 192 km
- Wind Cave, USA: 187 km

Nejhlubší jeskyně na světě:
- Jeskyně Verevkina, Gruzie 2212 m
- Voronija, Gruzie: 2190 m
- Lamprechtsofen, Rakousko: 1632 m
- Gouffre Mirolda, Francie: 1626 m
- Réseau Jean-Bernard, Francie: 1602 m
- Torca del Cerro del Cuevon, Španělsko: 1589 m
- Šachta Vjačeslava Panťuchina, Abcházie – Kavkaz: 1508 m
- Atea Kananda, Papua Nová Guinea: 1500 m
- Cehi 2, Slovinsko: 1502 m
- Sněžnaja, Kavkaz: 1470 m
- Sistema de la Trave, Španělsko: 1441 m
- Laminako Ateak, Španělsko: 1408 m
- Cueva Cheve, Mexiko: 1386 m
- Sistema Huautla, Mexiko: 1353 m
- Pierre-Saint-Martin System, Francie – Španělsko: 1342 m
- Boj-Boulok, Kazachstán: 1340 m

Největší jeskyně světa:
- Grotta Gigante. Itálie

- Son Doong, Vietnam
- Jelení jeskyně, Malajsie